# Feng-hsiung Hsu
Feng-hsiung Hsu, bijgenaamd Crazy Bird, is een Chinees wetenschapper en auteur van het boek Behind Deep Blue: Building the Computer that Defeated the World Chess Champion.  
Hij begon zijn werk aan de Carnegie Mellon University op het gebied van schakende computers in 1985 wat uiteindelijk in 1997 leidde tot de nederlaag van schaakwereldkampioen Garri Kasparov.
Voordat hij de Deep Blue bouwde die Kasparov versloeg, werkte Feng-hsiung Hsu aan tal van andere schaakcomputers. Hij begon met ChipTest, een eenvoudig schaak spelende chip, die sterk afweek van conventionele, schakende computers die ontwikkeld werden door Carnegie Mellon, Hitech, dat door Hans Berliner was ontwikkeld en die 64 verschillende schaakchips bevatte. Feng-hsiung Hsu ging door met de ontwikkeling van de schaakspelende computers Deep Thought, Deep Thought II en Deep Blue Prototype.
In 1991 ontving hij de Grace Murray Hopper Award uit handen van de Association for Computing Machinery voor zijn werk aan Deep Blue.

## Boek
- Behind Deep Blue: Building the Computer that Defeated the World Chess Champion, Princeton University Press, 2002, ISBN 0-691-09065-3